# Ime Oduok
Inyang Ime Oduok (ur. 6 grudnia 1971 w Eket) – nigeryjski koszykarz, występujący na pozycjach silnego skrzydłowego lub środkowego.

## Życiorys
Mierzy 203 cm wzrostu. Gra jako center lub silny skrzydłowy.
Ukończył college Loyola Marymount. Przed przyjazdem do Polski grał głównie w Hiszpanii. Znany jest z występów w takich drużynach jak Fuenlabrada Madryt, Pamesa Valencia, czy KK Zadar. Do Polski przybył w 2006 roku. Jego pierwszym klubem był Znicz Jarosław. W trakcie sezonu jednak został zwolniony z zespołu z Podkarpacia. Sezon dokończył w Śląsku Wrocław. W sezonie 2007/2008 reprezentował barwy Górnika Wałbrzych. Na początku sezonu 2008/2009, w wyniku kontuzji Wojciecha Barycza i odejścia Steffona Bradforda zatrudniony przez AZS Koszalin.

## Osiągnięcia
NCAA
- Lider konferencji West Coast (WCC) w[1]:
  - liczbie zbiórek (251 – 1995, 255 – 1996)
  - średniej zbiórek (8 – 1995, 8,8 – 1996)

Drużynowe
- Brązowy medalista mistrzostw Polski (2007)

## Statystyki podczas występów w PLK
- Sezon 2006/2007 (Znicz Jarosław oraz Śląsk Wrocław): 27 meczów (średnio 4,8 punktu oraz 3,5 zbiórki w ciągu 13,8 minuty)
- Sezon 2007/2008 (Górnik Wałbrzych): 16 meczów (średnio 6,4 punktu oraz 6,3 zbiórki w ciągu 18,1 minuty)
- Sezon 2008/2009 (AZS Koszalin): 26 meczów (średnio 6,7 punktu oraz 3,6 zbiórki w ciągu 15,1 minuty)

## Ciekawostki
- Ime Oduok uprawia Jogę[2].
- Podczas gry w AZS-ie, Ime Oduok najlepiej prezentował się w spotkaniach z Czarnymi Słupsk. 6 grudnia 2008, w swoje 37. urodziny, Oduok rzucił w pojedynku derbowym zespołowi ze Słupska 19 punktów. W rewanżu, 18 marca 2009 zdobył 18 punktów[3].